# Henri (film)
Pour les articles homonymes, voir Henri.
Pour plus de détails, voir Fiche technique et Distribution.
Henri est un film réalisé par Yolande Moreau, sorti en 2013.

## Synopsis
Henri tient un restaurant dans les environs de Charleroi. Au décès de sa femme Rita, il décide de se faire aider par un « papillon blanc », une résidente d’un foyer de handicapés mentaux prénommée Rosette. L'arrivée de Rosette à « La Cantina » va alors bouleverser son quotidien.

## Fiche technique
- Titre : Henri
- Réalisation : Yolande Moreau
- Scénario : Yolande Moreau
- Production : Julie Salvador
- Direction de la photographie : Philippe Guilbert
- Chef-opérateur du son : Jean-Paul Bernard
- Montage : Fabrice Rouaud
- Décors : Marc Philippe Guerig
- Dates de sortie :
  -  France : mai 2013 (festival de Cannes 2013)
  -  France : 4 décembre 2013
  -  Belgique : 11 décembre 2013

### Lieux de tournage
Les scènes en bord de mer ont été tournées à Middelkerke.

## Distribution
- Pippo Delbono : Henri Salvatore
- Miss Ming : Rosette (comme Candy Ming)
- Lio : Rita, la femme d'Henri
- Jackie Berroyer : Bibi
- Simon André : René
- Gwen Berrou : Laetitia, la fille d'Henri
- Saverio Maligno : un client, ami d'Henri au restaurant La Cantina
- Yolande Moreau : tante Michelle
- Serge Larivière : le marchand de frites
- Brigitte Mariaulle : Mme Monnier
- Alexis Meigneux : Gaël
- Marie-Claire Alpérine : la surveillante
- Pascal Duquenne : un des papillons blancs, pensionnaire du même établissement que Rosette
- David Amelot : Xavier
- Lothar Bonin : Eric
- Martial Bourlart : Fabrice
- Aurélie Bressy : Marie
- Florian Caron : Marc
- François Daujon : Victor
- Florence Decourcelle : Marjorie
- Clément Delliaux : André
- Thierry Dupont : Kevin
- Chantal Esso : Corinne
- Frédéric Foulon : Christian
- Thomas Frémaux : Florent
- Stéphane Hainaut : Steve
- Vincent Lefebvre : Lionnel
- Caroline Leman : Cécile
- Hervé Lemeunier : Charles
- Thierry Raulin : Manu
- Valérie Szmigielski : Colette
- Valérie Vincent : Annie
- Martine Wawrzyniak : Viviane
- Renaud Rutten : Roland
- Philippe Duquesne : Jean-Lou
- Pascal Demolon : Jean-Pierre
- Christophe Lambert : Jean-Marie
- Sylvie Seddio : Nicole
- Tony Santocono : l'ami de Rita
- Isabelle de Hertogh : L'amie de Laetitia
- Maria Maligno : Evelyne
- Lémi Cétol : le client à l'addition compliquée
- Bobo' : Bobo, résident muet
- René Etchewerry : Frédo, résident aux bonbons
- Noël Godin : l'ami colombophile
- Nils Moreau : le frère de Rosette
- Christèle Guyot : la femme du frère de Rosette
- Bruce Ellison : DJ Café Halloween
- Wim Willaert : le policier
- Michel Masiero : Le patron du café routier

## Distinctions

### Prix
Festival international du cinéma de Vernon 2013 (Édition 5)  Meilleur long métrage : Yolande Moreau

### Nominations
- Festival de Cannes 2013 : séances spéciales, sélection « Quinzaine des réalisateurs »
- Magritte 2015 :
  - Meilleur film
  - Meilleur réalisateur pour Yolande Moreau
  - Meilleur scénario original ou adaptation pour Yolande Moreau
  - Meilleure musique originale pour Wim Willaert